# Maria Teresa de França

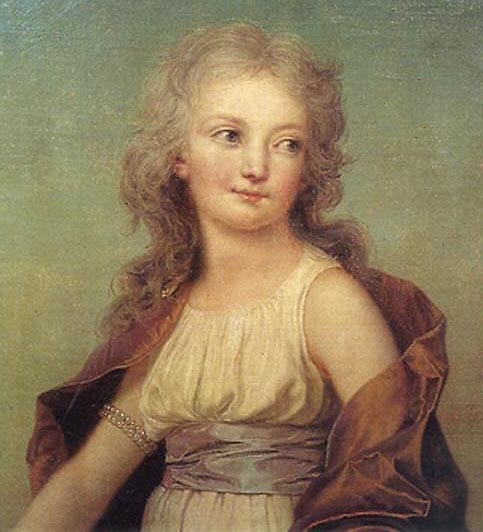
La princesa Maria Teresa de França, Madame Royale.

Maria Teresa de França, duquessa d'Angulema (Versalles 1778 - Viena 1851). Princesa de França amb el tractament d'altesa reial que es casà amb el príncep Lluís Antoni de França.
Nascuda a Versalles el dia 19 de desembre de 1778 essent filla del rei Lluís XVI de França i de l'arxiduquessa Maria Antonieta d'Àustria. Maria Teresa era neta per via paterna del príncep Lluís de França i de la princesa Maria Josepa de Saxònia; mentre que per via materna ho era de l'emperador Francesc I, emperador romanogermànic i de l'arxiduquessa Maria Teresa I d'Àustria.
El dia 10 de juny de 1799 contragué matrimoni a Mitau (Curlàndia) amb el príncep Lluís Antoni de França, fill del rei Carles X de França i de la princesa Maria Teresa de Savoia. La parella no tingué descendència.
Maria Teresa fou la filla primogènita del rei Lluís XVI de França, esperada amb gran il·lusió després de set anys de matrimoni estèril dels seus pares. Malgrat el desencís general pel fet de ser una nena, la parella reial es mostrà encantada.
Des del seu naixement i com a filla primogènita del monarca francès fou elevada al rang de Madame Royale, títol equivalent al de Princesa Reial al Regne Unit, i s'instaurà una governanta per la princesa, la Princesa de Guémenée que seria substituïda per la Comtessa de Polignac.
Mal criada pel seu pare, la seva mare intentà fer d'ella una princesa pietosa i lluny de l'arrogància d'alguna de les seves ties. Per tal raó, la reina invitava freqüentment a palau a nens de classe treballadora a menjar amb Madame Royale.
L'any 1789 al costat de la seva família fou traslladada a París al Palau de les Teuleries. Arran de la fugida de la família reial l'any 1791 a Varennes, els revolucionaris els arrestaren i traslladaren al Temple.
El gener de 1793 després de l'execució del rei Lluís XVI de França, la princesa reial se separada del seu germà, el rei Lluís XVII de França, i poc després, al mes d'octubre, és guillotinada la seva mare, la reina Maria Antonieta d'Àustria. Maria Teresa visqué al costat de la seva tia, la princesa Elisabet de França fins al mes d'abril de 1794 al Temple. L'aïllament amb què es trobà al Temple feu que escrigués a les parets frases com: «Maria Teresa és la criatura més infeliç del món, no pot obtenir notícies de la seva mare ni reunir-se amb ella malgrat que ho ha demanat mil vegades», « La vida és tan cruel... o Oh nostre senyor, perdona aquells qui han fet que la meva família mori».
Després de la caiguda del Gran Terror, el govern revolucionari permet a la princesa traslladar-se a Viena on visqué durant un període al costat del seu cosí, l'emperador Francesc II, emperador romanogermànic. L'any 1798 es traslladà a Lituània al costat del seu oncle, el Comte de Provença, que vivia sota la protecció del tsar Pau I de Rússia.
Immediatament després de la seva arribada a Lituània, el comte de Provença planificà el casament de Maria Teresa amb el seu nebot i hereu, el príncep Lluís Antoni de França, a qui concedí el títol de duc d'Angulema. Lluís Antoni, primogènit del Comte d'Artois, no havia heretat ni la sensualitat ni l'atractiu del seu pare, era tartamut i tímid a part de, segons molts comentaris, impotent. Malgrat tot, Maria Teresa acceptà la unió i estimà francament al seu espòs.
Amb la restauració monàrquica de 1815, el rei Lluís XVIII de França i la família reial sencera s'instal·là a París. Des de 1824, Maria Teresa i el seu espòs foren els prínceps hereus al tron francès i ostentaren el Delfinat de Viennois. A mesura que avançaven els anys, el descontentament de la classe treballadora i de la burgesia francesa augmentà per la incapacitat de la monarquia dels Borbons d'instaurar reformes liberals i econòmiques.
Així, l'any 1830 el rei Carles X de França hagué d'abandonar el país arran d'una revolució liberal i deixar pas al duc d'Orleans, el rei Lluís Felip I de França. Després de la revolució, la família s'instal·là a Edimburg on visqueren fins al 1833.
Després d'una invitació de l'emperador Francesc I d'Àustria, els ducs d'Angulema decidiren traslladar-se a Praga, poc després es traslladaren a la Gorizia on s'instal·laren en una finca rural. L'any 1836 morí el rei Carles X de França i el 1844 el príncep Lluís Antoni de França.
L'any 1844, Maria Teresa es traslladà a la mansió Frohsdorf, a les proximitats de Viena on passà els darrers set anys de la seva vida. Durant aquests anys es dedicà a l'educació dels fills del seu cunyat, el príncep Carles Ferran de França, assassinat el 1820.
Maria Teresa morí el dia 19 d'octubre de 1851 a causa d'una pulmonia.